# Jakob I av England
Jakob I (engelska: James I), född 19 juni 1566 på Slottet i Edinburgh, död 27 mars 1625 på Theobalds House utanför Cheshunt i Hertfordshire, var kung av Skottland (som Jakob VI) 1567–1625 och kung av England 1603–1625. Jakobs föräldrar var kusinerna Maria I av Skottland (Maria Stuart) och Henry Stuart, lord Darnley. Han gifte sig med Anna av Danmark och fick åtta barn, varav många dog som spädbarn – ett av dem innan det hade fått något namn – och bara tre hann bli vuxna.
Han var den förste engelske regenten av huset Stuart och efterträdde den sista av huset Tudor, Elisabet I, som var barnlös.
Jakob var framgångsrik som regent i Skottland, men inte i England. Han var oförmögen att hantera ett fientligt engelskt parlament och underhusets vägran att införa tillräckligt höga skatter förlamade de kungliga finanserna. Hans förkärlek för absolut kungamakt, hans dåliga hantering av kungarikets tillgångar och hans gynnande av favoriter, lade grunden till engelska inbördeskriget, under vilket hans son och efterträdare Karl I åtalades och avrättades. Under Jakobs tid var emellertid regeringarna i England och Skottland relativt stabila. 
Tillsammans med Alfred den store anses Jakob ha varit en av de mest lärda personerna som suttit på Englands och Skottlands troner. Under honom fortsatte mycket av den kulturella blomstringen från den elisabetanska eran. Vetenskap, litteratur och konst, med bidrag av personer som sir Francis Bacon och William Shakespeare, gjorde stora framsteg under hans regentskap. Jakob var en lärd författare som skrev verk som Daemonologie (1597), The True Law of Free Monarchies (1598), Basilikon Doron (1599) och A Counterblaste to Tobacco (1604).

## Uppväxt
Jakob var enda barn till Maria I av Skottland och hennes andre make, Henry Stuart, lord Darnley. Han härstammade i rakt nedstigande led från Henrik VII, genom sin gammelfarmor Margareta Tudor, syster till Henrik VIII. Jakobs mor var en osäker härskare, eftersom både hon och hennes man var katoliker, och fruktade ett uppror från protestantiska adelsmän. Dessutom var deras äktenskap svårt. Medan Maria var gravid med Jakob anslöt sig Darnley i hemlighet till rebellerna och mördade drottningens privatsekreterare, David Rizzio.
Jakob föddes den 19 juni 1566 i Edinburgh Castle och blev automatiskt hertig av Rothesay och Prince and Great Steward of Scotland, eftersom han var regentens äldste son och därmed bröstarvinge. Han fick namnet Charles James, det första efter sin gudfader Karl IX av Frankrike, och blev därmed den förste blivande brittiske monark med fler än ett förnamn. Jakobs far mördades den 10 februari 1567 vid Kirk o' Field, troligen som hämnd för mordet på Rizzio. Modern, änkan, gifte sig den 15 maj samma år med James Hepburn, 4:e earl av Bothwell, som allmänt misstänktes för att ha mördat Darnley, vilket gjorde henne än mer impopulär. I juni 1567 grep och fängslade de protestantiska rebellerna Maria i Loch Leven Castle. Den 24 juli tvingades hon abdikera från tronen, som ärvdes av den endast tretton månader gamle Jakob.

## Förmyndarregeringar
Jakob kröntes formellt till kung av Skottland i Church of the Holyrood i Stirling den 29 juli 1567.  Av hänsyn till trosuppfattningarna hos den större delen av den skotska härskande klassen uppfostrades han som medlem av den protestantiska nationella skotska kyrkan och undervisades av män med presbyterianska sympatier. Under Jakobs tidiga år som kung hade en serie riksföreståndare makten. Den förste av dessa var James Stuart, 1:e earl av Moray, hans mors illegitima halvbror. Maria slapp ut ur fängelset 1568, vilket ledde till en kort period av våldsamheter. Lord Moray besegrade Marias styrkor i slaget vid Langside, och hon tvingades fly till England, där hon blev fängslad av Elisabet I.
Lord Moray blev mördad av en av Marias anhängare år 1570. Han efterträddes av Jakobs farfar, Matthew Stewart, 4:e earl av Lennox, som drabbades av ett liknande öde 1571. Den nästa var Jakob V:s tidigare förmyndare, John Erskine, 1:e earl of Mar, som dog 1572. Den siste av föreståndarna var James Douglas, 4:e earl av Morton, som under de två tidigare regentskapen hade varit den mäktigaste skotske adelsmannen, med mer makt än de tidigare föreståndarna. Historikern och poeten George Buchanan skötte Jakobs utbildning.
Lord Morton lyckades till slut underkuva de familjer som fortsatte att stödja Maria. Hans fall åstadkoms inte av Marias anhängare, utan av kungens närmaste hovmän, som upplyste den unge monarken om hur omfattande de kungliga maktbefogenheterna var och uppmuntrade honom att själv ta kontroll. Hovmännen anklagade Lord Morton för delaktighet i mordet på Jakobs far. Lord Morton åtalades, dömdes och avrättades sedan 1581. Makten innehades därefter av kungen själv, istället för av en riksföreståndare. 
Jakob VI regerade dock ändå inte ensam, utan förlitade sig på sina närmaste hovmäns råd. En av de viktigaste adelsmännen vid denna tid var Jakob VI:s kusin, Esmé Stuart, Seigneur d'Aubigny, som hade kommit från Frankrike 1579, och hade utnämnts till earl av Lennox. En annan mäktig hovman vid denna tid var James Stuart, som utnämndes till earl av Arran som belöning för sitt vittnesmål mot Lord Morton. Eftersom Lord Lennox var katolik och Lord Arran lutade åt episkopalism tyckte de skotska lorderna illa om regeringen. I räden i Ruthven (1582), fångade några presbyterianska adelsmän, ledda av William Ruthven, 1;e earl av Gowrie, Jakob och höll honom fången i nästan ett år i Ruthven Castle, numera känt som Huntingtower Castle, i Perthshire. Lord Arran tillfångatogs också, och Lord Lennox utvisades till Frankrike. Kungen och Lord Arran flydde 1583. Lord Gowrie blev avrättad och rebellerna tvingades fly till England. Skotska parlamentet, som var lojalt mot kungen, antog ’’Black Acts’’, som förde den skotska kyrkan direkt under kungens kontroll. Dessa åtgärder var mycket impopulära. Prästerskapet satte sig emot kungen och tog avstånd från honom och försökte hålla hans inflytande under kontroll, så att han inte skulle bli så mäktig att han kunde våga avskaffa den presbyterianska statskyrkan.

## Engelsk tronföljd
Jakob VI och Elisabet I blev allierade genom fördraget i Berwick. Jakob försökte stå kvar i den ogifta drottningen av Englands gunst, eftersom han var en potentiell efterträdare till henne i den ständigt aktuella frågan om tronföljden efter Elisabet I. Henrik VIII hade fruktat att den engelska kronan skulle gå till en skotte, och uteslöt i sitt testamente Margareta Tudor, Jakobs morfarsmor, och hennes ättlingar från tronföljden. Även om de formellt var uteslutna genom testamentet, som genom en parlamentsakt gällde som lag, var både Maria I av Skottland och Jakob seriösa tronpretendenter, eftersom de var Elisabet I:s närmaste släktingar.
År 1586 var Maria inblandad i Babingtonsammansvärjningen, en plan som syftade till att sätta henne på Englands tron efter att Elisabet mördats. Elisabet hade tidigare skonat Marias liv efter Ridolfisammansvärjningen, men kunde inte längre tolerera den fara hon utgjorde. Följaktligen blev Maria avrättad för sina brott 1587. Vore det inte för Henrik VIII:s testamente skulle Jakob nu vara presumtiv arvinge (heir presumptive) till den engelska kronan.

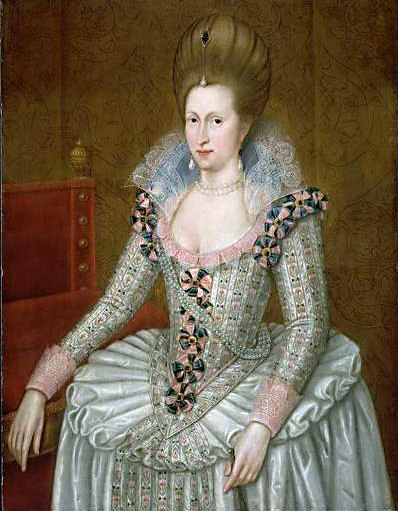
Anna av Danmark var Jakob VI:s fru

Efter att Maria avrättats blev hennes skotska anhängare försvagade. Jakob lyckades minska de katolska adelsmännens inflytande i Skottland avsevärt. Han vann dessutom protestanters sympatier genom att gifta sig med Anna av Danmark – en prinsessa från ett protestantiskt land och dotter till Fredrik II av Danmark – genom ombud 1589. En andra bröllopsceremoni, denna gång med båda parter personligen närvarande, skedde den 21 januari 1590 i Kronborg under Jakobs besök i Danmark. Kort efter hans återkomst via Leith den 1 maj närvarade han vid häxrättegången i North Berwick, där flera personer dömdes för att ha använt trolldom för att skapa en storm i ett försök att sänka skeppet som Jakob och Anne hade färdats med. Detta gjorde Jakob mycket oroad över det hot som han ansåg att häxor och trolldom utgjorde mot honom och landet. Under denna period skrev han sin avhandling om demonologi. Som en följd av detta dödades hundratals kvinnor för häxeri. Deras kroppar hittades senare i det som då kallades Nor Loch (nu Princes Street Gardens).
Till en början stod Jakob och hans fru nära varandra, men de gled gradvis isär. Paret fick åtta barn, av vilka tre överlevde barndomen och en var dödfödd. De beslöt att separera efter dottern Sophias död. 
Jakob ställdes inför ett katolskt uppror 1588, och tvingades till försoning med skotska kyrkan. Han gick till slut med på att dra tillbaka Black Acts 1592. Jakob, som var rädd att göra många engelska katoliker upprörda om han behandlade de katolska rebellerna alltför strängt, gick med på att benåda några av sina motståndare, och förargade därmed istället den protestantiska kyrkan. År 1600 bildades en sammansvärjning av John Ruthven, 3:e earl av Gowrie, son till den earl av Gowrie avrättad 1584. När komplotten misslyckades blev Lord Gowrie och hans medhjälpare avrättade, och till och med protestantiska adelsmän började undertryckas av kungen. 
Efter Elisabet I:s död 1603 skulle kronan enligt Henrik VIII:s testamente ha övergått till Lady Anne Stanley (hennes sysslingbarn, Viscount Beauchamp, son till Lady Catherine Grey, var mer senior, men betraktades som illegitim eftersom hans föräldrars äktenskap var annullerat), en ättling till  Maria Tudor, Henrik VIII:s syster. Trots detta var Jakob den enda allvarliga tronpretendenten, eftersom inga andra, inklusive Lord Beauchamp och Lady Anne, var tillräckligt mäktiga för att försvara sina anspråk. Följaktligen samlades ett tronföljdsråd (Accession Council) och utropade Jakob till kung av England. Han och hans maka kröntes den 25 juli 1603 i Westminster Abbey. Skottland och England förblev separata stater (se personalunion), och det var inte förrän 1707 som unionsakterna 1707 förenade de två länderna till en ny stat, Kungariket Storbritannien.

## Tidigt styre i England
Jakobs chefsrådgivare var Robert Cecil, 1:e baron Cecil av Essendon (den yngre sonen till Elisabet I:s favoritminister, Lord Burghley), som utnämndes till Earl av Salisbury 1605. Jakob var en utsvävande slösare och endast earlen av Salisburys skicklighet kunde avvärja en finansiell katastrof. Jakob skapade ett stort antal adelsvärdigheter för att belöna sina hovmän. Han utnämnde totalt sextiotvå personer till engelska pärer (hans företrädare Elisabet hade under sina 45 år vid makten endast utnämnt åtta). Jakob blev också inblandad i många konflikter med parlamentet. Han var van vid ett underdånigt parlament i Skottland och tyckte inte om att samarbeta med dess mer aggressiva engelska motsvarighet. Innan han tillträdde den engelska tronen hade han skrivit The True Law of Free Monarchies, där han hävdade att Kungadömet av Guds nåde var sanktionerat av den apostoliska successionen. Verket illustrerar Jakobs svårighet att dela regeringsmakten.
När han anlänt till London ställdes Jakob nästan omedelbart inför religiösa konflikter i England: en petition överlämnades till honom med begäran om tolerans mot puritaner. 1604, vid Hampton Court Conference, ville Jakob inte gå med på deras krav. Han gick dock med på att uppfylla en förfrågan genom att auktorisera en officiell Bibelöversättning, som kom att bli känd som King James Version (även King James Bible). 
Samma år, 1604, utvidgade han Elisabets trolldomsakt så att den innebar dödsstraff för var och en som åkallade onda andar eller umgicks med spiritus familiares. Samma år avslutade han Englands inblandning i den tjugoåriga konflikt mellan 1585 och 1604 som kallades engelsk-spanska kriget genom att underteckna Londonfördraget.
Även om Jakob bemödade sig om att acceptera katoliker i sitt rike såg hans protestantiska undersåtar till att katolikerna inte skulle få lika rättigheter. Under de tidiga åren av hans styre kände många av hans undersåtar inte till hans politik – endast att han hade en extrem protestantisk bakgrund – och flera sammansvärjningar för att störta honom bildades.
År 1605 utarbetade en grupp katolska extremister ledda av Robert Catesby en plan, känd som krutkonspirationen, för att orsaka en explosion i kammaren i överhuset, där kungen och medlemmar av parlamentets båda kamrar skulle vara samlade för parlamentets öppnande. De sammansvurna syftade till att byta ut Jakob mot hans dotter, Elisabet, som de hoppades skulle kunna tvingas konvertera till katolicismen. En av konspiratörerna läckte emellertid information om komplotten, som därefter avvärjdes. Jakob blev skräckslagen och vägrade lämna sitt residens på många dagar. Guy Fawkes, som hade haft ansvaret för att utföra planen, torterades tills han avslöjade de andra konspiratörernas identiteter, och alla dessa avrättades eller dödades när de togs till fånga. En avbild av Fawkes blir fortfarande varje år bränd under Guy Fawkes Night, som firas i Storbritannien och Nya Zeeland, som ett minne av den misslyckade komplotten. Jakobs omtanke om att inte kraftigt genomdriva antikatolsk doktrin därefter gjorde att det inte skedde några fler sammansvärjningar efter 1605.

## Konflikt med parlamentet

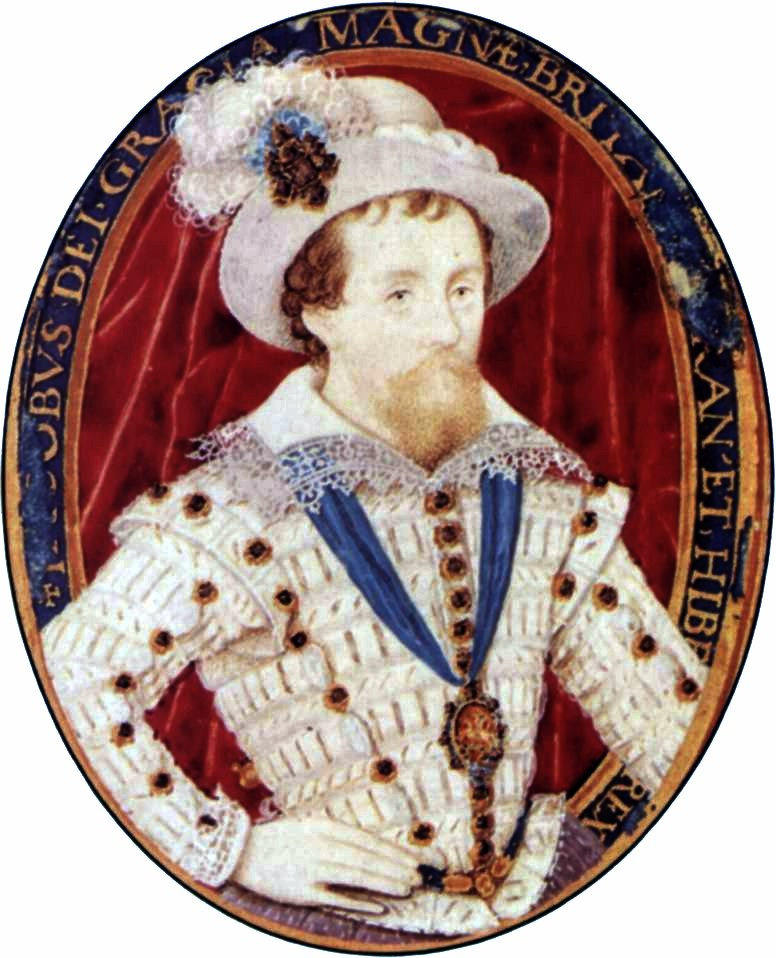
Porträtt av Nicholas Hilliard, 1603–1609

1605 godkände parlamentet fyra anslag till kungen, som dock fortfarande ansåg att detta var otillräckligt. Han införde tullavgifter utan parlamentets godkännande, fastän ingen annan monark hade tagit ett så djärvt steg sedan Rikard II:s regeringstid. Köpmannen John Bates ifrågasatte legaliteten i denna åtgärd år 1606, men finansdomstolen avgjorde ärendet till kungens fördel. Domstolens beslut fördömdes av parlamentet. Relationerna mellan Jakob I och parlamentet förbittrades också av att det senare vägrade anta kungens plan för att tillåta frihandel mellan England och Skottland.
Under den sista sessionen i det första parlamentet under Jakobs regeringstid (som började 1610) föreslog Lord Salisbury "the Great Contract", som skulle ha lett till att kronan gav upp feodala tributer i utbyte mot ett årligt anslag från parlamentet. Planen misslyckades dock på grund av partisplittring i parlamentet. Jakob blev frustrerad av underhusledamöternas agerande och misslyckandet med kontraktet, och upplöste parlamentet 1611.
Kronan var tyngd av skulder och Jakob sålde helt uppenbart utnämningar och titlar för att skaffa pengar. År 1611 uppfann han en helt ny adelsvärdighet: baronet, som man kunde bli om man betalade 1080 pund. Man kunde bli baron för omkring 5000 pund, viscount för omkring 10 000 pund, och earl för omkring 20 000.
Lord Salisbury dog 1612. En annan av kungens närmaste rådgivare, Robert Carr, 1:e earl av Somerset, blev tvungen att lämna sitt ämbete efter att han blivit vanhedrad av skandalen med Thomas Overbury. Efter att han förlorat dessa rådgivare började Jakob personligen blanda sig i ärenden som tidigare hanterats av hans ministrar. Jakobs personliga regering var katastrofal för finanserna, och ett nytt parlament måste sammankallas 1614 för att införa nya skatter. Detta parlament, det andra under Jakobs regering, var känt som "the Addled parliament" ("det tomma parlamentet") eftersom det inte stiftade några lagar eller införde några skatter. Jakob upplöste parlamentet kort därefter, när det blev tydligt att inga framsteg kunde göras.

## Senare år
Efter att han upplöst the Addled Parliament styrde Jakob utan parlament i sju år. Då han hade finansiella svårigheter på grund av att parlamentet inte godkänt nya skatter försökte Jakob ingå en fördelaktig allians med Spanien genom att gifta bort sin äldste son, Karl, prins av Wales, med dottern till kungen av Spanien. Den föreslagna alliansen med ett katolskt kungarike togs inte emot väl i det protestantiska England. Jakobs impopularitet ökades när Sir Walter Raleigh avrättades. I Skottland ogillades Jakob för att han insisterade på att genomföra "the Five Articles of Perth", som sågs som försök att införa katolska och anglikanska seder i det presbyterianska Skottland.
Från 1618 och framåt härjades Europa av det trettioåriga kriget. Jakob blev tvungen att blanda sig i eftersom hans dotter, Elisabet, var gift med protestanten Fredrik V av Pfalz, en av de huvudsakliga deltagarna i kriget. Under konflikten mellan protestanter och katoliker närde Jakobs försök att alliera sig med Spanien mycket misstro.
Drottning Anne dog den 4 mars 1619 i Hampton Court Palace och begravdes i Westminster Abbey. Rykten spreds senare om att Jakob inte berördes mycket av hennes död eftersom han hade romantiska känslor för George Villiers. De två möttes 1614 och Jakob sägs ha givit den unge mannen smeknamnet "Steenie" och tilldelade honom olika värdigheter, som kulminerade med utnämnandet till hertig av Buckingham 1623. George Villiers var den förste icke adlige som utnämndes till hertig på över ett århundrade.

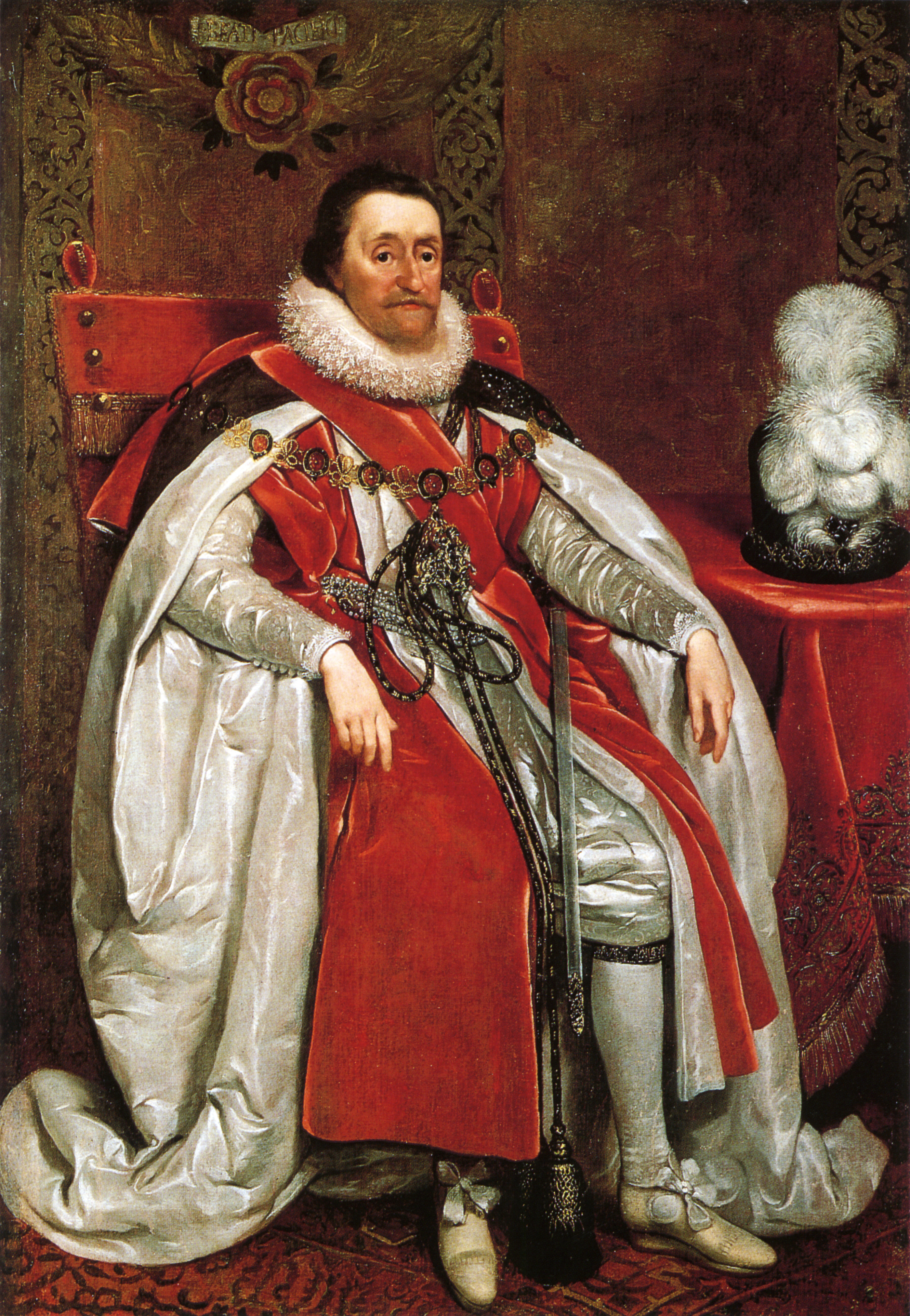
Jakob I bar Strumpebandsordens vapen för detta porträtt av Daniel Mytens (1621)

Det tredje och näst sista parlamentet under Jakobs styre sammankallades 1621. Underhuset gick med på att ge Jakob ett litet bidrag för att uttrycka sin lojalitet, men sedan gick de in på personliga ärenden som direkt involverade kungen. Villiers, som nu var Jakobs huvudsakliga rådgivare, angreps för sin plan att få prinsen av Wales att gifta sig med Spaniens Infant. Det protesterades också mot vanan att sälja monopol och andra privilegier. Underhuset försökte åtala Francis Bacon, som var inblandad i försäljning av sådana privilegier under sin tid som lordkansler, för anklagelser om korruption. Överhuset fällde Bacon, som avsattes från sin post. Trots att denna riksrättsprocess var den första på århundraden motsatte sig Jakob inte den, då han trodde att han kunde avleda motståndet i parlamentet genom att offra Bacon. Till slut släppte Jakob Bacon från fängelset och benådade honom. 
En ny konstitutionell strid uppstod kort därefter. Jakob ville gärna bistå sin svärson, Fredrik av Pfalz, och bad parlamentet om ett anslag. Underhuset å sin sida begärde att kungen skulle överge alliansen med Spanien. När Jakob uttalade att det lägre huset hade överskridit sina befogenheter genom att erbjuda råd utan att vara ombedda antog underhuset en protest och hävdade att det hade rätt att debattera vilken fråga som helst som rörde kungarikets välfärd. Jakob beordrade att protesten skulle rivas ut ur underhusets protokoll och upplöste parlamentet. 
År 1623 reste hertigen av Buckingham och kronprinsen Karl till Madrid för att försöka säkra ett giftermål mellan Karl och Infantan. De blev dock avfärdade av det spanska hovfolket, som krävde att Karl skulle konvertera till katolicismen. De återvände förödmjukade till England och förespråkade krig mot Spanien. Protestanterna stödde dem och Jakob sammankallade parlamentet, som erbjöd viss finansiering för kriget. Parlamentet prorogerades med avsikt att det skulle återkomma senare och ge mer finansiering. 
Parlamentet samlades dock aldrig när det var planerat. Karl hade lovat att även om han skulle gifta sig med en katolik skulle han inte återkalla politiska restriktioner som gällde för katoliker. När han gick med på att gifta sig med den katolska franska prinsessan Henrietta Maria bröt han sitt tidigare löfte och åtog sig att avskaffa dessa religiösa kvalifikationer. Karl säkerställde sedan att parlamentet inte samlades, för att undvika en konfrontation om de motstridiga löftena. 
Jakob blev senildement under sitt sista år vid makten. Den verkliga makten övergick till Karl och hertigen av Buckingham, även om Jakob behöll tillräckligt mycket makt för att trygga att inget nytt krig mot Spanien kom att ske under hans tid som kung. Jakob dog i Theobalds House 1625 av det som på den tiden kallades "feber var tredje dag", troligen orsakad av njursvikt och stroke, och begravdes i Henry VII Lady Chapel i Westminster Abbey. Karl, prinsen av Wales, efterträdde honom som Karl I. Jakob hade härskat i Skottland i nästan sextio år. Ingen engelsk, skotsk eller brittisk monark, med undantag för Victoria, Georg III och Elizabeth II, har regerat längre än Jakob gjorde i Skottland.

## Arv
Nästan omedelbart efter Jakob I:s död blev Karl I invecklad i konflikter med parlamentet. Konflikterna eskalerade tills det engelska inbördeskriget började under 1640-talet, monarkin störtades och en republik upprättades. Stuartdynastin återupprättades dock 1660. Vissa historiker skyller inbördeskriget på Jakob, men en vanligare uppfattning är att Karl I var mer ansvarig för situationen 1640 än sin föregångare. 
I Virginiakolonin i Nordamerika fick Jamestown, som grundades 1607, och floden James River sina namn till Jakobs ära.

## Barn
1. Henry Frederick, (1594–1612).
2. Elisabet Stuart, (1596–1662). Gift med Fredrik V av Pfalz, kung av Böhmen.
3. Margareta (1598–1600)
4. Karl I av England (1599–1649). Gift med Henrietta Maria av Frankrike
5. Robert (1602)
6. Maria (1605–1607)
7. Sophia (1606)

## Anfäder
|         |  |  |  |  |  |  |  |                      |  |  |  |  |  |  |  |                      |  |  |  |  |  |  |  | John Stewart          |
|         |  |  |  |  |  |  |  |                      |  |  |  |  |  |  |  |                      |  |  |  |  |  |  |  |                       |
|         |  |  |  |  |  |  |  |                      |  |  |  |  |  |  |  | Matthew Stewart      |  |  |  |  |  |  |  |                       |
|         |  |  |  |  |  |  |  |                      |  |  |  |  |  |  |  |                      |  |  |  |  |  |  |  |                       |
|         |  |  |  |  |  |  |  |                      |  |  |  |  |  |  |  |                      |  |  |  |  |  |  |  | Elisabeth Stewart     |
|         |  |  |  |  |  |  |  |                      |  |  |  |  |  |  |  |                      |  |  |  |  |  |  |  |                       |
|         |  |  |  |  |  |  |  | Henry Stuart         |  |  |  |  |  |  |  |                      |  |  |  |  |  |  |  |                       |
|         |  |  |  |  |  |  |  |                      |  |  |  |  |  |  |  |                      |  |  |  |  |  |  |  |                       |
|         |  |  |  |  |  |  |  |                      |  |  |  |  |  |  |  |                      |  |  |  |  |  |  |  | Archibald Douglas     |
|         |  |  |  |  |  |  |  |                      |  |  |  |  |  |  |  |                      |  |  |  |  |  |  |  |                       |
|         |  |  |  |  |  |  |  |                      |  |  |  |  |  |  |  | Margaret Douglas     |  |  |  |  |  |  |  |                       |
|         |  |  |  |  |  |  |  |                      |  |  |  |  |  |  |  |                      |  |  |  |  |  |  |  |                       |
|         |  |  |  |  |  |  |  |                      |  |  |  |  |  |  |  |                      |  |  |  |  |  |  |  | Margareta Tudor       |
|         |  |  |  |  |  |  |  |                      |  |  |  |  |  |  |  |                      |  |  |  |  |  |  |  |                       |
| Jakob I |  |  |  |  |  |  |  |                      |  |  |  |  |  |  |  |                      |  |  |  |  |  |  |  |                       |
|         |  |  |  |  |  |  |  |                      |  |  |  |  |  |  |  |                      |  |  |  |  |  |  |  | Jakob IV av Skottland |
|         |  |  |  |  |  |  |  |                      |  |  |  |  |  |  |  |                      |  |  |  |  |  |  |  |                       |
|         |  |  |  |  |  |  |  |                      |  |  |  |  |  |  |  | Jakob V av Skottland |  |  |  |  |  |  |  |                       |
|         |  |  |  |  |  |  |  |                      |  |  |  |  |  |  |  |                      |  |  |  |  |  |  |  |                       |
|         |  |  |  |  |  |  |  |                      |  |  |  |  |  |  |  |                      |  |  |  |  |  |  |  | Margareta Tudor       |
|         |  |  |  |  |  |  |  |                      |  |  |  |  |  |  |  |                      |  |  |  |  |  |  |  |                       |
|         |  |  |  |  |  |  |  | Maria I av Skottland |  |  |  |  |  |  |  |                      |  |  |  |  |  |  |  |                       |
|         |  |  |  |  |  |  |  |                      |  |  |  |  |  |  |  |                      |  |  |  |  |  |  |  |                       |
|         |  |  |  |  |  |  |  |                      |  |  |  |  |  |  |  |                      |  |  |  |  |  |  |  | Claude av Guise       |
|         |  |  |  |  |  |  |  |                      |  |  |  |  |  |  |  |                      |  |  |  |  |  |  |  |                       |
|         |  |  |  |  |  |  |  |                      |  |  |  |  |  |  |  | Maria av Guise       |  |  |  |  |  |  |  |                       |
|         |  |  |  |  |  |  |  |                      |  |  |  |  |  |  |  |                      |  |  |  |  |  |  |  |                       |
|         |  |  |  |  |  |  |  |                      |  |  |  |  |  |  |  |                      |  |  |  |  |  |  |  | Antoinette av Bourbon |
|         |  |  |  |  |  |  |  |                      |  |  |  |  |  |  |  |                      |  |  |  |  |  |  |  |                       |